# Initiative européenne d'intervention
Pour les articles homonymes, voir IEI.
L'« Initiative européenne d'intervention » (IEI) consiste à créer au sein d'un groupe d'États européens les conditions préalables à la conduite d’engagements opérationnels conjoints dans divers scénarios d’intervention militaire prédéfinis. L'IEI complète sur le plan opérationnel la Coopération structurée permanente (CSP ou PeSCo) tournée vers le domaine capacitaire.
Elle est lancée avec la signature le 25 juin 2018 d'une lettre d'intention par neuf États membres de l'Union européenne. L'IEI ne s'inscrit pas dans le cadre institutionnel de la PSDC, mais la France a donné des assurances quant à une coordination la plus étroite possible entre l'IEI et la Coopération structurée permanente,.
Elle constitue une première concrétisation des propositions formulées en septembre 2017 par  Emmanuel Macron dans le cadre de son « initiative pour l'Europe » en matière de défense pour que l’Europe se dote d’une force commune d'intervention, d'un budget de défense commun et d'une doctrine commune pour agir,.

## Genèse
Le point de départ de l'IEI est le discours sur l'Europe prononcé le 26 septembre 2017 à la Sorbonne par le Président Macron au cours duquel dans le domaine de la défense, il « propose dès à présent d’essayer de construire cette culture en commun, en proposant une initiative européenne d’intervention visant à développer cette culture stratégique partagée. […] Au début de la prochaine décennie, l’Europe devra ainsi être dotée d’une force commune d’intervention, d’un budget de défense commun et d’une doctrine commune pour agir ».

## Objectifs et contenu
L'ambition à long terme portée par la France est de créer une « culture stratégique commune ». La ministre des Armées française, Florence Parly, précise qu'il s'agit de « développer entre des pays à la fois militairement capables et politiquement volontaires » des habitudes « de travailler ensemble, de pouvoir se préparer, pour le cas échéant être capable d'intervenir, là où ils le décideront, au moment où ils le décideront, sur des scénarios extrêmement variés ». La ministre fédérale allemande de la Défense, Ursula von der Leyen ajoute que « le but est de créer un forum, avec des États qui ont la même vision, qui analyseront les situations, qui auront des discussions tôt, quand les crises se manifesteront dans une région, et qui, aussi, ensemble, pourront faire évoluer une volonté politique ».
La volonté française était de constituer un « noyau dur » prêt à agir très rapidement en cas de besoin comme ce fut le cas au Mali où la France monta l'opération Serval. en quelques jours. Tous les États membres de l'IEI ne participeront pas nécessairement à chaque opération.
Il ne s'agit pas de créer une nouvelle force d'intervention rapide prépositionnée comme il en existe déjà dans le cadre de l'OTAN (avec la NRF) ou de la PSDC (avec les Battlegroups), ou de façon bilatérale par exemple entre la France et le Royaume-Uni (avec la CJEF (en)). Les moyens fournis seront composés pour répondre spécifiquement aux besoins d'une crise.
Selon le texte de la lettre d'intention, l'initiative mettra l'accent sur une interaction renforcée dans quatre domaines principaux : la prospective stratégique et le partage de renseignements, l'élaboration et la planification de scénarios, le soutien aux opérations et quatrièmement les retours d'expérience et la doctrine. Pour ce faire, les forces armées des pays signataires procèderont notamment à des échanges d'officiers, des exercices conjoints d'anticipation et de planification, au partage de doctrines et la rédaction de scénarios conjoints d'intervention.

## États participants

### Participants initiaux
Les neuf États signataires le 25 juin 2018 de la lettre d'intention sont l'Allemagne, la Belgique, le Danemark, l'Espagne, l'Estonie, la France, les Pays-Bas, le Portugal et le Royaume-Uni. L'Allemagne est initialement réticente de peur que cette nouvelle initiative n'affaiblisse celles prises depuis 2016 dans le cadre de la PSDC (notamment le Plan d'action européen de la défense et la Coopération structurée permanente). La réunion du conseil des ministres franco-allemand le 19 juin au château de Meseberg, près de Berlin, permet d'obtenir une réponse positive de sa part.
La participation du Royaume-Uni, en procédure de retrait de l'Union européenne, illustre la volonté des Britanniques de rester des  partenaires de premier plan de la sécurité européenne. Leur participation, comme celle des Danois qui ne sont pas partie prenante de la PSDC, est rendue possible par le fait que l'IEI est hors du cadre institutionnel de l'Union européenne.

### Élargissement
Entre août 2018 et la fin 2019, quatre pays rejoignent l'IEI : la Finlande, la Suède, la Norvège et l’Italie.
La Finlande confirme, lors de la visite du président français Emmanuel Macron à Helsinki le 30 août 2018, sa décision prise quelques jours auparavant de rejoindre l’initiative européenne d’intervention,. Son adhésion est validée le 7 novembre par les neuf ministres de la défense des pays membres de l'IEI.
Le 14 juillet 2019, la ministre des Armées, Florence Parly, annonce que la Suède et la Norvège demandent à rejoindre l'IEI.

## Mise en œuvre
L'État-major des Armées français est chargé d'organiser le lancement effectif de l'IEI par la tenue des premiers « Military European Strategic Talks » (MEST) et l'élaboration d’un « Memorandum of Understanding » (MoU) d’ici la fin de l’année 2018.

### Réunions ministérielles
L'initiative est pilotée par des réunions ministérielles périodiques. Une première réunion a lieu à Paris en novembre 2018 , une seconde aux Pays-Bas en septembre 2019.

### Initiative européenne de sécurité maritime dans le golfe arabo-persique
Huit États participants à l'IEI montent fin 2019 une opération de sécurité maritime dans le golfe arabe-persique (en anglais : European Maritime Awareness in the Strait of Hormuz ou EMASoH). L'initiative est opérationnelle en février 2020 avec la présence sur site d'un navire français et d'un néerlandais. Le Danemark a aussi prévu d'envoyer une frégate. Cette opération n'est pas montée dans le cadre de la PSDC,,.